# Rheingau Air Service
Rheingau Air Service war eine kleine deutsche Fluggesellschaft mit Sitz in Rüdesheim-Ebental (Hessen).

## Geschichte
Rheingau Air Service wurde 1974 gegründet.
Die kleine Gesellschaft aus dem Rheingau veranstaltete ab Mitte der 1970er-Jahre  Rundflüge um Rüdesheim im Rheingau mit zwei Dornier Do 27.
Die erste Dornier Do 27 (Luftfahrzeugkennzeichen D-EGAO) wurde im Juli 1976 auf die Firma Rheingau Air Service registriert.
Diese D-EGAO ist die allerletzte Do 27 (Werknr. 2200 bzw. 628) und wurde 1976, also 11 Jahre nach Ende der Serienproduktion, gebaut, um einen Auftrag der Rheingau Air Service über zwei Do 27 ausführen zu können. Sie wurde aus vorhandenen Ersatzteilen gefertigt und weitgehend für Rundflüge eingesetzt. Die Maschine war auch im Jahr 2018 noch in Betrieb.
Die zweite Do 27 dieses Auftrags (Werknummer 2045) wurde grundüberholt.
Die Flüge fanden vom Flugplatz Eibinger Forstwiesen aus statt, fünf Kilometer nordnordwestlich Rüdesheim gelegen. Pro Flug standen Plätze für je fünf Passagiere zur Verfügung.
Rheingau Air Service stellte 1983 den Betrieb ein (nach anderer Quelle 1979).

## Flugziele
Die Gesellschaft betrieb ganz überwiegend Rundflüge, vorwiegend über dem Rheintal mit dem Kloster Eberbach, dem Niederwalddenkmal, dem Binger Loch mit dem Binger Mäuseturm und Rüdesheim. Teilweise wurde auch Charter- und Segelflugschleppbetrieb durchgeführt. Die Standard-Rundflüge dauerten 20 Minuten und kosteten Ende der 1970er Jahre rund 30 Mark.

## Flotte

### Flotte bei Betriebseinstellung
Im letzten Betriebsjahr bestand die Flotte von Rheingau Air Service aus:
- Dornier Do 27B-3 D-EGAO, Werknummer 2200, registriert im Juli 1976
- Dornier Do 27Q-5 D-EGAP, Werknummer 2045, registriert im April 1977; ex D-EKYC , verkauft im Mai 1982